# Bevrijdingspop
Bevrijdingspop is een festival dat elk jaar in de Haarlemmerhout in Haarlem gehouden wordt ter gelegenheid van Bevrijdingsdag. Het is samen met Amsterdam en Wageningen het oudste van de bevrijdingsfestivals en wordt georganiseerd door de Stichting Bevrijdingspop, voornamelijk in samenwerking met vrijwilligers. Het festival brengt de viering van vrijheid op speelse manier onder de aandacht door middel van muziek en andere culturele disciplines. De laatste jaren wordt er elk jaar met een actueel thema extra invulling gegeven aan de vrijheidsgedachte. Dit gebeurt in samenwerking met de andere bevrijdingsfestivals en Nationaal Comité 4 en 5 mei.

## Historie
De eerste editie van Bevrijdingspop werd in 1980 gehouden op initiatief van Ilco van der Linde. Het festival werd geboren uit onvrede onder jongeren over de invulling van de 5 mei-viering, die vooral op ouderen en kleine kinderen gericht was. De eerste editie was in wat tegenwoordig het Patronaat is. Door de jaren heen heeft het festival op verschillende plaatsen door heel Haarlem plaatsgevonden, onder andere het Prinsenhof, de Botermarkt, het Haarlemstadion en het Kenaupark, voordat het op de huidige locatie (de Haarlemmerhout) terechtkwam. Het festival won door de jaren heen in populariteit en bestaat sinds 1985 al niet meer uit één podium, maar uit twee. Ook heeft het Bevrijdingspop een speciaal kinderfestival en is er het thematische Plein van de Vrijheid. Het grote veld voor het hoofd/Houtpodium wordt het Vlooienveld genoemd, een naam die niet verwijst naar het grote aantal bezoekers, maar al op historische kaarten van de Haarlemmerhout is ingetekend. Tegenwoordig trekt het festival jaarlijks ongeveer 150.000 bezoekers en kan zich daarmee rekenen tot de grote bevrijdingsfestivals van Nederland. Een jaarlijks terugkerende traditie is het ontsteken van het bevrijdingsvuur. Dit vuur wordt in de nacht van 4 op 5 mei vervoerd vanuit Wageningen om rond vijf uur 's middags op het Haarlemse festival te worden ontstoken. Het vervoer van het vuur gebeurt elk jaar op een andere ludieke wijze: bijvoorbeeld lopend, per kano, of per rolschaats. In 2001 was Bevrijdingspop toneel van de uit de hand gelopen grap van de makers van het televisieprogramma Kopspijkers, die onder de naam One Day Fly een nummer één hit scoorden uit protest tegen een ander populair televisieprogramma van dat moment: de popband-talentenjacht Starmaker. In 2015 beleefde Bevrijdingspop een stormachtige editie. In eerste instantie ging het festivalterrein in de Haarlemmerhout gewoon open, maar later werden de hekken enige tijd gesloten, om aan de veiligheid op het terrein te kunnen werken. De storm die op 5 mei 2015 over Nederland raasde had ook gevolgen voor andere bevrijdingsfestivals. Om die reden trad Caro Emerald plotseling in Haarlem op, terwijl zij vooraf niet in de line-up was vermeld. In 2017 was Bevrijdingspop het toneel van de Nationale Opening van de Bevrijdingsfestivals. Premier Rutte ontstak bij die gelegenheid het bevrijdingsvuur.

## Artiesten
Door de jaren heen hebben er verschillende artiesten van naam in de Haarlemmerhout gestaan, onder andere:
- De Dijk (1986)
- Urban Dance Squad (1987)
- Claw Boys Claw (1987)
- Tröckener Kecks (1988 & 1990)
- The Scene (1988 & 1992)
- Radiohead (1993)
- Van Dik Hout (1994, 1996 & 1999)
- Boyzone (1995)
- Mathilde Santing en Noordhollands Philharmonisch Orkest (1995)
- Osdorp Posse (1996)
- Junkie XL (1998)
- Anouk (1998)
- Soulwax (1999)
- Acda en De Munnik (1999)
- Postmen (1999)
- BLØF (2000 & 2014)
- Krezip (2001)
- Ellen ten Damme (2001)
- Within Temptation (2002)
- Kane (2002)

- Relax (2003)
- DI-RECT (2003 & 2005))
- Extince (2004)
- Beef! (2005)
- Alderliefste met Ramses Shaffy (2006)
- Racoon (2006 & 2015)
- Vaya Con Dios (2006)
- Kraak & Smaak (2006)
- Opgezwolle (2007)
- Cloudmachine (2007)
- Los Lobos (2007)
- X6 (2007)
- Juliette and the Licks (2008)
- Alain Clark (2008)
- Pete Philly & Perquisite (2008)
- Kubus & Bang Bang (2008)
- Gabriella Cilmi (2009)
- Guus Meeuwis (2009)
- Wouter Hamel (2009)
- Triggerfinger (2011)
- Ben Saunders (2011)
- Waylon (2011)
- The Baseballs (2011)

- Nick & Simon (2012)
- De Jeugd van Tegenwoordig
- Nielson (2013)
- van Velzen (2013)
- Ilse de Lange (2013)
- Mr. Polska (2015)
- Jett Rebel (2015)
- Nielson (2016)
- Ronnie Flex & Lil'Kleine (2016)
- Chef'Special (2016)
- Douwe Bob (2017)
- Alpha Blondy (2017)
- De Jeugd van Tegenwoordig (2017)
- DI-RECT (2018)
- Alain Clark (2018)
- Jacqueline Govaert (2018)
- Triggerfinger (2018)
- Krezip (2020)
- Maan(2020)
- Danny Vera (2020)
- DeWolff (2020)
- Pom (2022)
- Hiqpy (2024)

Bevrijdingspop heeft ook meermalen plaats geboden aan DJ's. Onder andere Don Diablo Laidback Luke, Marco V, Armin van Buuren en DJ Chuckie hebben op Bevrijdingspop gestaan. In 2020 was Kris Kross Amsterdam een hoofdact van Bevrijdingspop, zij waren tevens Ambassadeurs van de Vrijheid.

## Herdenkingsconcert
Sinds 2008 wordt op de avond van 4 mei het Bevrijdingspop Herdenkingsconcert gehouden op het terrein van Bevrijdingspop. Aansluitend aan de 2 minuten stilte en de dodenherdenking op de Dreef en het festivalterrein zelf(de Nationale Herdenking op de Dam in Amsterdam wordt daar op grote schermen uitgezonden), vindt op het hoofdpodium of 'Houtpodium' een klassiek concert plaats, met een poppy 'touch'. Bij de meeste edities van het Herdenkingsconcert trad het Kennemer Jeugd Orkest op. Eenmaal was het Jazz Orchestra of the Concertgebouw betrokken bij het Herdenkingsconcert, in 2015. Bij het concert wordt steevast een aantal gastoptredens gegeven. De hoofdartiest treedt standaard ook tijdens het Bevrijdingspop op 5 mei op.